# Fórmula de Strickler
A fórmula de Strickler é uma expressão do denominado coeficiente de Chézy {\displaystyle C} utilizado na fórmula de Chézy para o cálculo da velocidade da água em canais:
A expressão mais comum da fórmula de Strickler é:
{\displaystyle C=KR(h)^{1/6}\,}
onde:
- {\displaystyle C} = coeficiente de Manning, que se aplica na fórmula de Chézy: {\displaystyle V(h)=C{\sqrt {R(h)*J}}}
- {\displaystyle R(h)} = raio hidráulico (Relação entre a seção transversal e o perímetro molhado), função do tirante hidráulico h
- {\displaystyle K} é um parâmetro que depende da rugosidade da parede
- {\displaystyle V(h)} = velocidade média da água.
- {\displaystyle J} = pendente da linha de energia.

Integrando ambas as expressões, surge as fórmulas habituais de trabalho:
{\displaystyle V=K*R^{2/3}{\sqrt {J}}}, ou também:
{\displaystyle Q=S*K*R^{2/3}{\sqrt {J}}},
onde Q é o caudal e S a seção.

## Literatura
- Sektionschef des Eidgenössischen Amtes für Wasserwirtschaft, Albert Strickler (1887 - 1963) Beiträge zur Frage der Geschwindigkeitsformel und der Rauhigkeitszahl für Ströme, Kanäle und geschlossene Leitungen. Mitteilungen des Eidg. Amtes für Wasserwirtschaft, Bern, 1923.

(em alemão: Autor: Alberto Strickler, gerente do Corte de Águas, título da publicação: Contribuições para a questão da fórmula de velocidade e o parâmetro da Rugosidade para correntes, canais e tubos fechaados. Anais do departamento para a economia de água, Berna, 1923)